# Amerikas navngivning
Navngivningen af det amerikanske kontinent, eller Amerika, fandt sted kort efter Christopher Columbus' sørejse til Amerika i 1492. Der er bred enighed om, at navnet stammer fra Amerigo Vespucci, den italienske opdagelsesrejsende, der opdagede de nye kontinenter i de følgende år. Dog har nogle fremsat andre forklaringer, hvilket omfatter, at det er opkaldt efter en bjergkæde i Nicaragua eller efter Richard Amerika af Bristol.

## Brug
I moderne engelsk, bliver Nord- og Sydamerika generelt opfattet som to adskilte kontinenter, og disse kaldes sammenlagt i flertal for 'Americas' (på dansk Amerika) på linje med med lignende situationer såsom 'the Carolinas' (på dansk Carolina). Når det bliver opfattet som et samlet kontinent er formen generelt 'the continent of America' (på dansk 'Det amerikanske kontinent') i ental. Imidlertid referer entalsformen 'America' på engelsk uden en tydeliggørende kontekst ofte til USA, undertiden kendt som Amerikas Forenede Stater.
Historisk plejede begrebet Amerika i den engelsktalende verden at henvise til et enkelt kontinent frem til 1950'erne (som i Van Loons Geography fra 1937): Ifølge historikerne Kären Wigen and Martin W. Lewis,
 Selvom det kan virke overraskende stadig at finde både Nord- og Sydamerika sammenføjet til et kontinent i en bog fra 1936, forblev en sådan opfattelse temmelig almindelig indtil Anden Verdenskrig. Det kan ikke være tilfældigt, at denne idé på det tidspunkt tjente amerikanske geopolitiske planer, der på samme tid søgte både herredømme over den vestlige halvkugle og frigørelse fra "den Gamle Verdens" kontinenter Europa, Asien og Afrika. Ved 1950'erne var stort set alle amerikanske geografer dog insisterende på, at Nord- og Sydamerikas visuelt forskellige landmasser fortjente særskilte betegnelser.

Denne forandring ser ikke ud til at have sket i de fleste andre kulturelle hemisfære på jorden, såsom de romansk-talende (herunder Frankrig, Belgien, Luxembourg, Italien, Portugal, Spanien, Romanien, Schweiz og de postkoloniale romansk-talende lande i Latinamerika og Afrika), germansk (men eksklusiv engelsk) talende (herunder Tyskland, Østrig, Schweiz, Belgien, Nederlandene, Luxembourg, Danmark, Norge, Sverige, Island og Færøerne), de baltisk-slaviske sprog (herunder Tjekkiet, Slovakiet, Polen, Ukraine, Hviderusland, Litauen, Letland, Rusland, Slovenien, Kroatien, Bosnien-Hercegovina, Serbien, Montenegro og Bulgarien og i mange andre hemisfære, hvor Amerika stadigvæk betragtes som et kontinent, der dækker over de Nord- og Sydamerikanske subkontinenter, såvel som Mellemamerika.
På dansk er situation stort set den samme som med moderne engelsk, med den undtagelse af den ikke eksisterende brug af ordet 'Amerika' til at referere til USA, hvorfor de to andre navne USA og det lidt ældre og sjældent brugte navn Amerikas Forenede Stater anvendes i stedet.

## Tidligste brug af navnet
Den tidligst kendte brug af navnet Amerika dateres til 25 april, 1507, hvor det blev anvendt til, hvad der nu kaldes Sydamerika. Her optræder det på et lille verdenskort med tolv tidszoner og desuden på det største vægkort lavet til dato, der begge er frembragt af den tyske kartograf Martin Waldseemüller i Saint-Dié-des-Vosges Frankrig. Disse kort var de første, der viste Amerika som en særskilt landmasse fra Asien. En medfølgende bog ved navn Cosmographiae Introductio, der fremstår som anonym, men tilsyneladende er skrevet af Waldseemüller's samarbejdspartner Matthias Ringmann, meddeler følgende: "Jeg kan ikke se hvilken ret, nogle måtte have til at gøre indsigelse mod at kalde denne del [det vil sige det sydamerikanske fastland], efter Americus, der opdagede det og som er en intelligent mand, Amerigen, det vil sige Americus' land, eller Amerika, eftersom både Europa og Asia fik deres fra kvinder". Amerika er også indskrevet på Paris Grønne Globus (eller Globe vert), der er blevet tilskrevet Waldseemüller og dateret til år 1506–07; såvel som det eneste navn, der er indskrevet på de nordlige og sydlige dele af den Nye Verden, kontinenter bærer også indskriften: America ab inuentore nuncupata (Amerika, opkaldt efter dets opdager).
Mercator på hans kort kaldte Nordamerika "Amerika eller Nyt Indien" (America sive India Nova).

## Amerigo Vespucci
Americus Vesputius var den latiniserede version af den italienske opdagelsesrejsende Amerigo Vespuccis navn, hvoraf fornavnet var en gammel italienskisering (sammenlignelig med moderne italienske Enrico) af det middelalder latinske Emericus (se helgenen Emerica af Ungarn), der stammer fra det oldhøjtyske navn Emmerich, som kan have været en sammenslutning af adskillige germanske navne – Amalric, Ermanaric og det oldhøjtyske Haimirich, fra det urgermanske *amala- ('vigør, tapperhed'), *ermuna- ('stor; velbeholden') or *haima- ('hjem') + *rīk- ('herskere') (sammenlign *Haimarīks).
Amerigo Vespucci (9. marts, 1454 – 22. februar, 1512) var en italiensk opdagelsesrejsende, financier, navigator og kartograf, der som den første postulerede, at Vestindien og det tilsvarende fastland ikke var en del af Asiens østlige udkanter som oprindelig formodet fra Colombus' rejser, men i stedet udgjorde en fuldkommen separat landmasse, der hidtil var ukendt for europæerne.
Vespucci var tilsyneladende uvidende om, at hans navn blev brugt til at henvise til den nye landmasse, idet Waldseemüllers kort aldrig nåede Spanien før et par år efter hans død. Ringmann kan være blevet vildledt til at kreditere Vespucci af det meget udbredte Soderini Brev, en sensationel udgave af et af Vespucci's egentlige breve, der rapporterede om kortlægningen af den sydamerikanske kyst, der glamouriserede hans opdagelse og antydede, at han havde erkendt, at Sydamerika var et kontinent adskilt fra Asien. I to århundreder nægtede Spanien officielt at acceptere navnet Amerika og sagde, at Columbus skulle krediteres, og Waldseemüllers senere kort, efter Ringmann's død, inkluderede det ikke. I 1513 mærkede han det "Terra Incognita" med en note omkring Columbus' opdagelse af landet.
Efter Waldseemüller inkluderede den schweiziske lærde Heinrich Glarean navnet Amerika i et geografiværk fra 1528 publiceret i Basel. Der offentliggjorte den tyske lærde Simon Grinaeus fire år senere et kort, som Hans Holbein og Sebastian Münster (der havde lavet skitsen af Waldseemüllers kort fra 1507) bidrog til; det mærkede kontinentet America Terra Nova (Amerika, det Nye Land). I 1534 mærkede Joachim von Watt det simpelthen som Amerika.. Gerardus Mercator anvendte navnene Nord- og Sydamerika i sit indflydelsesrige verdenskort fra 1548; på dette tidspunkt var navngivningen uigenkaldelig. Accepten kan være blevet hjulpet af det "naturlige poetiske modstykke", som navnet Amerika udgjorde med Asien, Afrika og Europa.

## Opkaldt efter en Nicaraguansk bjergkæde
I 1874 foreslog Thomas Belt, at navnet stammer fra Amerrisquebjergene i nutidens Nicaragua. I 1875 foreslog Jules Marcou en afledning fra de oprindelige amerikanske sprog, hvor "Amerrique" oprindeligt var navnet for den fremtrædende bjergkæde. Marcou korresponderede med Augustus Le Plongeon, der skrev: "Navnet AMERICA eller AMMERIQUE betyder på mayasprogene et land med endeløs stærk vind, eller Videns Land, og... [suffikserne] kan betyde ... en ånd der trækker vejret, selve livet."
Efter denne opfattelse delte indfødte talere dette ord med Columbus og medlemmer af hans besætning, og på sin fjerde sørejse gik Columbus i land i nærheden af disse bjerge. Herefter spredte navnet Amerika sig relativt hurtigt fra mund til mund hele vejen gennem Europa og nåede endda Waldseemüller, der forberedte et kort over de nyligt rapporterede lande til offentliggørelse i 1507. Waldseemüllers arbejde inden for betegnelse indtager med følgende opfattelse et andet aspekt. Jonathan Cohen fra Stony Brook University skriver:
Dåbspassagen i Cosmographiae Introductio er normalt blevet læst som et argument, hvori forfatteren sagde, at han navngav det nyopdagede kontinent til ære for Vespuccis og ikke så nogen grund til indsigelser. Som etymolog Joy Rea har foreslået kan det dog også blive læst som en forklaring, hvori han indikerer, at han har hørt den Nye Verden blev kaldt Amerika, og den eneste forklaring ligger i Vespucci's navn.

Blandt de grunde som tilhængere giver for vedtagelse af denne teori omfatter dette med Cohens ord anerkendelse af, "den enkle kendsgerning at stednavne normalt stammer fra talesprog og først cirkulere på den måde, ikke fra skriftsprog". Desuden frikendes Waldseemülller ikke kun for anklagen om at have tilranet sig det privilegium at navngive lande, et privilegium der var forbeholdt monarker og opdagelsesrejsende, men befries også fra anklagen om, at have brudt den for længst etablerede og næsten ukrænkelige gamle europæiske tradition for kun at bruge royale individers fornavne i modsætning til almenfolks efternavne (såsom Vespucci) i tildelelsen af navne til lande.

## Richard Amerike
I 1908 foreslaog Bristol antikvaren Alfred Hudd, at navnet stammede fra efternavnet "Amerike" or "ap Meryk" og blev brugt på tidlige Britiske kort, der siden er gået tabt. Richard ap Meryk, angliciseret som Richard Amerike (or Ameryk) (c. 1445–1503) var en velhavende anglo-walesisk købmand, kongelig toldbetjent og sheriffen af Bristol. Han var ifølge nogle historikere hovedejer af Matthew, skibet der blev sejlet af John Cabot under sin opdagelsesrejse til Nordamerika i 1497. Idéen om, at Richard Amerika var en vigtig støtte af Cabot, har i det 21. århundrede opnået popularitet. Der findes ingen kendt dokumentation for dette.[kilde mangler] Ligeledes forbinder akademisk undersøgelse i modsætning til en nyere tradition, der nævner Amerika som hovedejer og hovedfinansierer af Matthew, Cabots skib fra 1497, ikke Amerike med skibet. Hendes ejerskib på den tid er stadig usikkert. Macdonald hævder, at karavellen var specialbygget til krydsningen af Atlanterhavet.
Hudd foreslog sin teori i et dokument, der på læst på mødet i Clifton Antikvarisk Klub den 21. maj 1908, og som stod i Bind 7 af klubbens Proceedings. Hubb diskuterede i "Richard Ameryk og navnet Amerika" John Cabots, en italiener som havde sejlet på Englands vegne, opdagelse af Nordamerika i 1497. Da han vendte tilbage til England efter sine første (1497) og anden (1498-1499) sørejser, modtog Cabot to pensionsudbetalinger fra Henrik 7. Richard Ameryk (Bristols Høj-sherif i 1503) var den ældre blandt de to toldembedsmænd ved Bristols havn, der var ansvarlige for leveringen af Cabots penge. Hudd postulerede, at Cabot navngav det land, han havde opdaget efter Ameryk, fra hvem han modtog kongens tildelte pension. Han udtalte, at Cabot havde ry for gavnmildhed med gaver til sine venner, således ville hans udtryk for taknemmelighed overfor embedsmanden ikke være uventet. Desuden anså Hudd det som usandsynligt, at Amerika ville være blevet opkaldt efter Vespuccis fornavn fremfør hans familienavn. Hudd anvendte et citat fra et manuskript fra slutning en af 1500-tallet (en kalender over begivenheder i Bristol), hvis original var gået tabt i en brand i Bristol i 1860, der indikerede, at navnet Amerika allerede var kendt i Bristol i 1497.
I år (1497) på Sankthans (24 juni) blev landet Amerika fundet af købmand fra Bristow, der var ombord på et skib fra Bistowe kaldet Mathew; det nævnte skib skib afgik fra Bristowes havn den 3. maj og kom hjem igen den 6. august året efter. 
Hudd ræsonnerede, at de lærde, som skrev Cosmographiae Introductio fra 1507, ikke kendte til Richard Ameryk og derfor antog, at navnet Amerika, som han hævdede havde været anvendt i ti år, var baseret på Amerigo Vespucci, og derfor fejlagtigt overførte æren fra Ameryk til Vespucci. Selvom Hudds spekulationer har opnået støtte fra nogle forfattere, er der ingen stærke beviser for at underbygge hans teori om, at Cabot opkaldte Amerika efter Richard Ameryk. Fordi Amerikes våbenskold ligeledes lignede det flag, som senere blev vedtaget af de afhængige Forenede Stater, voksede der en legende om, at det nordamerikanske kontinent var blevet opkaldt efter ham fremfor Amerigo Vespucci. Dette ikke bredt accepteret, og oprindelsen tilskrives normalt det britiske Ostindiske kompagnis flag.

## Indfødtes navngivning af kontinentet
Navngivningen af kontinentet efter en europæisk kolonisator er af nogle civilsamfundsgrupper blevet anset som problematisk. I 1977 foreslog verdensrådet for oprindelige folkeslag (Consejo Mundial de Pueblos Indígenas) at anvendte termen Abya Yala i stedet for "America", når der henvises til kontinentet. Der findes også navne i andre oprindelige sprog såsom Ixachilan og Runa Pacha. Nogle akademikere har taget begrebet til sig med en henvisning til kolonialismens uretmæssige natur.